# Cacramanemaraxe (província)
Cacramanemaraxe (em turco: Kahramanmaraş) é uma província do sul da Turquia, situada na região do Mediterrâneo, com capital na cidade homónima. Tem 14 520 km² de área e em dezembro de 2021 tinha 1 171 298 habitantes (densidade: 80,7 hab./km²).